# تادايوكي اينو
تادايوكي اينو (باليابانية: 井上忠行؛ بالكانا: いのうえ ただゆき) هو لاعب كرة قاعدة ياباني، ولد في 25 أكتوبر 1935 في فوكوكا في اليابان، وتوفي في 15 ديسمبر 2007.

## وصلات خارجية
- تادايوكي اينو على موقع الدوري الياباني لكرة القاعدة (الإنجليزية)
- تادايوكي اينو على موقعبيزبول رفرنس.كوم (الدوري الثانوي) (الإنجليزية)